# Mareanivka, Vradiivka
Mareanivka (în ucraineană Мар'янівка) este un sat în comuna Dobrojanivka din raionul Vradiivka, regiunea Mîkolaiiv, Ucraina.

## Demografie
Componența lingvistică a localității Mareanivka
     Ucraineană (94,17%)
     Rusă (3,88%)
     Română (1,94%)
Conform recensământului din 2001, majoritatea populației localității Mareanivka era vorbitoare de ucraineană (94,17%), existând în minoritate și vorbitori de rusă (3,88%) și română (1,94%).